# Laville PS-89
Laville PS-89 (russisch Лявил ПС-89) war ein sowjetisches Verkehrsflugzeug der 1930er Jahre. PS steht für Passaschirski Samoljot (Пассажирский самолёт ‚Passagierflugzeug‘), 89 für die Nummer des Herstellerwerkes. Die Projektbezeichnung lautete SIG-1, bedeutet Sawod imeni Golzmana (Завод имени Голцмана, Golzmann-Werk) und  würdigte den vor Beginn der Konstruktionsarbeiten verstorbenen Direktor des Werkes Nr. 89. Die PS-89 wurde zugunsten der Li-2 nur in kleiner Auflage gebaut.

## Vorgeschichte
Auf Einladung der sowjetischen Regierung reisten im August 1928 etwa zehn französische Konstrukteure in die UdSSR. Sie hofften, ihre eigenen, mitgebrachten Entwürfe realisieren zu können, erhielten aber von den sowjetischen Stellen eine Absage, denn sie sollten sich nur auf die Verwirklichung einheimischer Projekte konzentrieren. Der Großteil der Fachleute reiste deshalb wieder ab und es blieb nur eine kleine Gruppe, bestehend aus Richard, Laville und Oger, für die im Werk Nr. 28 die Abteilung Seeversuchsflugzeugbau der Allunionsluftfahrtvereinigung (MOS WAO) eingerichtet wurde. Das Konstruktionsbüro, dessen Leitung Paul Richard übernommen hatte, konzentrierte sich bald auf die Projektierung des Torpedoflugzeuges TOM-1. Nach der Flugerprobung, die im August 1931 abgeschlossen wurde, entschied man sich jedoch dafür, anstelle der TOM-1 eine Schwimmervariante des Bombers TB-1P in die Produktion zu geben. Richard und Oger, deren Gruppe bereits seit Frühjahr 1930 keine weiteren Aufträge mehr erhalten hatte, kehrten daraufhin Ende des Jahres nach Frankreich zurück. Einzig André Laville blieb und wechselte ins Büro für neue Konstruktionen (BNK), das im Sommer 1930 auf dem Gelände des Moskauer Werkes Nr. 89 eingerichtet worden war. Hier war er an der Entwicklung des zweisitzigen Jagdflugzeuges DI-4 beteiligt. 1933 wechselte er ins Wissenschaftliche Forschungsinstitut der Zivilen Luftflotte (NII GWF) und erhielt dort den Auftrag, ein zweimotoriges Passagierflugzeug zu entwickeln.

## Entwicklung
Laville orientierte sich auf Anregung höherer Stellen grob an der Dewoitine D.332, mit der 1933 eine französische Delegation die Sowjetunion bereist hatte und die einigen Regierungsvertretern vorgeflogen worden war. Er übernahm die Tiefdeckeranordnung und die verkleideten Hauptfahrwerke, hielt die Rumpfkonstruktion aber insgesamt runder und aerodynamischer. Kurz vor Fertigstellung des ersten Prototyps verließ Laville 1935 aus unbekannter Ursache das Projekt und wurde Korrespondent für französische Zeitungen in Moskau. 1939 kehrte auch er in seine Heimat zurück. Seine Stelle als Chefkonstrukteur übernahm A. Kuljew.
Im Herbst 1935 war der Bau der ersten SIG-1 abgeschlossen. Am 29. November 1935 startete sie zum Erstflug, der mit einem Absturz endete. Unter den Opfern befand sich auch der Konstrukteur Kuljew, worauf P. Ebersin die Arbeiten an der nun als PS-89 betitelten Maschine fortführte. Nach der Überarbeitung, unter anderem wurden die kleinen Endscheiben am Höhenleitwerk weggelassen, startete das Flugzeug am 17. Februar 1937 erstmals. Die Erprobung verlief erfolgreich und wurde am 13. März abgeschlossen. Nach der staatlichen Abnahme bestellte die Zivilluftflotte fünf Exemplare und setzte sie ab 1938 auf einigen Moskauer Strecken ein, etwa nach Charkow, Irkutsk, Simferopol und Swerdlowsk.
Während des finnisch-sowjetischen Winterkrieges wurden die PS-89 von den Luftstreitkräften für Transportaufgaben übernommen und anschließend wieder im zivilen Dienst geflogen. Mit Beginn des Großen Vaterländischen Krieges wurden wiederum vier der Flugzeuge vom Militär eingezogen. Keine PS-89 überlebte das Kriegsende.

## Technische Beschreibung

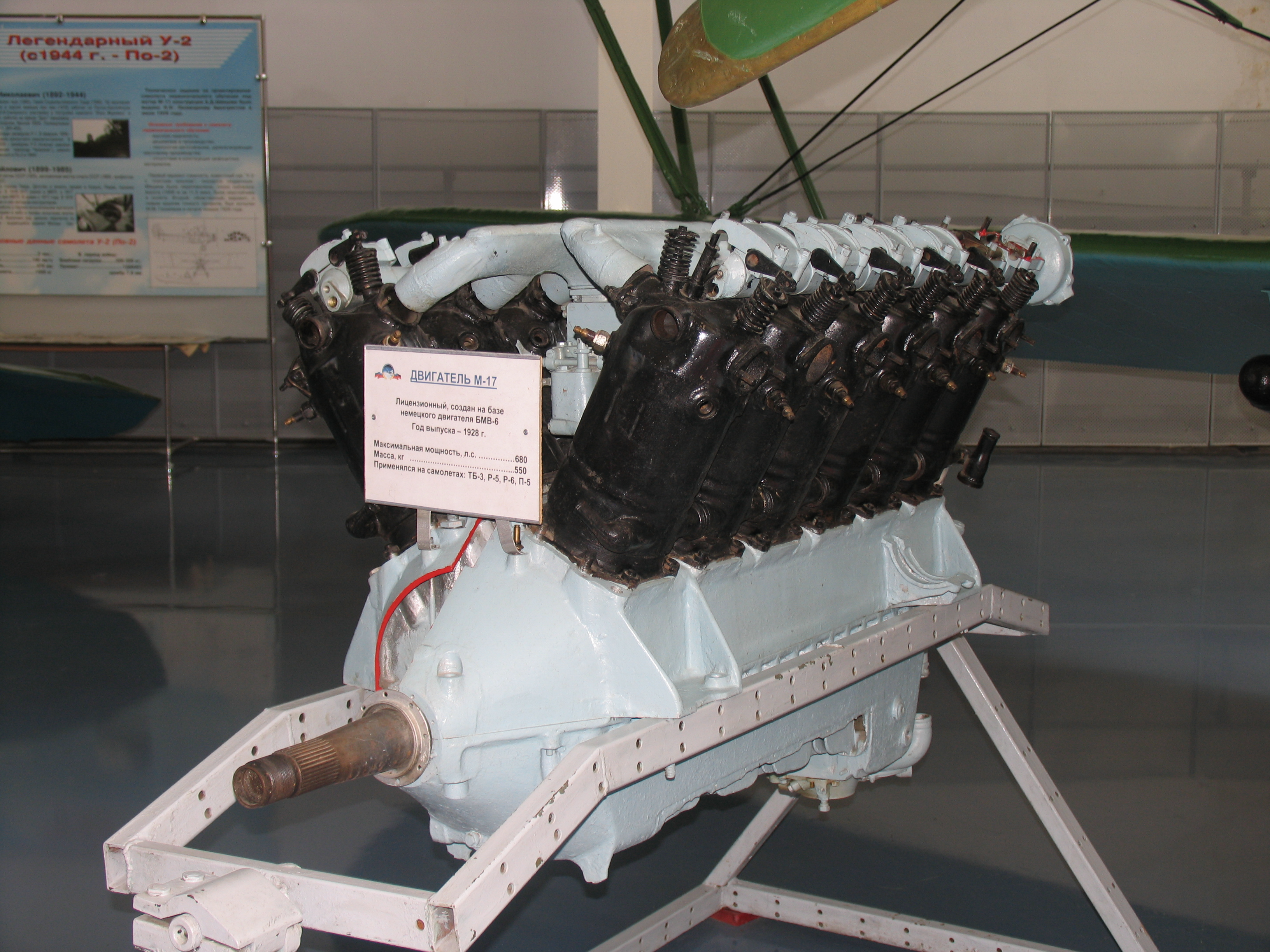
Mikulin M-17

Die PS-89 war ein freitragender Tiefdecker in Ganzmetall-Schalenbauweise. Das Leitwerk war verstrebt, die Ruder stoffbespannt. Im Flügel befanden sich sechs Kraftstoffbehälter mit einem Volumen von insgesamt 1890 Litern, ein 56-Liter-Reservetank war im Rumpf untergebracht. Das starre Hauptfahrwerk war strömungsgünstig verkleidet. Der Antrieb erfolgte durch zwei Mikulin-M-17-Motoren, Lizenzbauten des BMW VI.

## Technische Daten
| Kenngröße              | Daten                                                       |
| ---------------------- | ----------------------------------------------------------- |
| Besatzung              | 2                                                           |
| Passagiere             | 12                                                          |
| Flügelspannweite       | 23,11 m                                                     |
| Länge                  | 16,24 m                                                     |
| Höhe                   | 5,10 m                                                      |
| Flügelfläche           | 72,0 m²                                                     |
| Leermasse              | 5000 kg                                                     |
| Nutzlast               | 1160 kg                                                     |
| Startmasse             | 7200 kg                                                     |
| Flächenbelastung       | 98,6 kg/m²                                                  |
| Leistungsbelastung     | 7,1 kg/PS                                                   |
| Antrieb                | zwei flüssigkeitsgekühlte 4-Takt-12-Zylinder-V-Motoren M-17 |
| Startleistung          | je 505 kW (687 PS)                                          |
| Höchstgeschwindigkeit  | 285 km/h                                                    |
| Reisegeschwindigkeit   | 245 km/h                                                    |
| Mindestgeschwindigkeit | 115 km/h                                                    |
| Landegeschwindigkeit   | 95 km/h                                                     |
| Steigleistung          | 2,9 m/s                                                     |
| Dienstgipfelhöhe       | 4250 m                                                      |
| Reichweite             | 1300 km                                                     |